# ゴールデンオーシャングループ
ゴールデンオーシャングループ（Golden Ocean Group Limited、OSE: GOGL、NASDAQ: GOGL）は、バミューダ諸島に会社登記がされているノルウェーを本拠とする海運会社。2004年にフロントラインから独立し、同社株式はオスロ証券取引所とNASDAQに上場された。株式の40.3%がHemen Holdingを通して、John Fredriksenが所有している。
ゴールデンオーシャングループが持つ船舶は31隻、16隻のチャーター船、7隻の裸用船、3隻の商用船、建造中の船舶10隻からなる。
船舶の運航は子会社のGolden Ocean Group Management ASが行っている。